# Six Pack
Six Pack — збірка пісень англійської групи The Police, яка була випущена 9 червня 1980 року.
Збірка була випущена на блакитному вінілі з картинками на обкладинці з адаптованими лейблами для цього, які складали головну картинку. З кожним синглом йшла спеціальна фотокартка з трьома груповими фото та трьома одиночними фото, а також з текстами пісень кожної композиції на звороті.
Реліз досягнув 17 позиції у UK Singles Chart в червня 1980 року.  Через зміни у правила чарту ця збірка вже розглядалась як альбом після 1983 року, коли Інститут Ґеллапа зняв компіляції з чарту, а збірка синглів Майкла Джексона стала першою збіркою семидюймових синглів, яка розгяладась як альбом у чарті.

## Композиції
1. Roxanne - 3:00
2. Peanuts - 3:54
3. So Lonely - 3:10
4. No Time This Time - 3:20
5. Can't Stand Losing You - 2:58
6. Dead End Job - 3:30
7. Message In A Bottle - 3:50
8. Landlord - 3:09
9. Walking On The Moon - 3:59
10. Visions Of The Night - 3:05
11. The Bed's Too Big Without You - 3:30
12. Truth Hits Everybody - 2:26

## Склад
- Стінг - бас-гітара, вокал
- Енді Саммерс - гітара
- Стюард Копіленд - ударні